# 周子旺
周子旺（？—1338年），元末農民起義領袖，袁州（今江西宜春）人。

## 生平
至元四年（1338年），周子旺跟隨其師彭瑩玉以白蓮教名義在袁州率眾五千餘人起事，號稱周王，尊彭瑩玉，手下兵士背心皆書「佛」字，以為有「佛」字便刀槍不入。起兵不久，周子旺部旋即遭到袁州路元兵鎮壓，周子旺被俘遇害，全家遭株連，兩個兒子天生、地生也都被殺害，史稱袁州起義。

## 年號
王清淮《中國邪教史》記載，「至元四年，（彭瑩玉）與弟子周子旺在袁州發動暴亂，推举周子旺為周王，並改元正朔。」但根據《元史·順帝紀》，僅稱周子旺稱王改元，未載年號名稱。